# Dinkelscherben
Dinkelscherbener en købstad i Landkreis Augsburg i Regierungsbezirk Schwaben i den tyske delstat Bayern, med med knap 6.800 indbyggere.
Kommunen ligger omkring 25 kilometer vest for Augsburg i centrum af Naturpark Augsburg-Westliche Wälder. Dinkelscherben ligger ved jernbanelinjen fra Augsburg-Ulm.

## Bydele, landsbyer og bebyggelser
- Anried med landsbyen Engertshofen
- Breitenbronn med Weiler Holzara
- Dinkelscherben
- Ettelried
- Fleinhausen med Mühlengut Elmischwang
- Grünenbaindt
- Häder landsbyerne Schempach, Neuhäder og Au
- Lindach
- Oberschöneberg med landsbyerne Saulach og Stadel og bebyggelserne Reischenau og Siefenwang
- Ried med bebyggelsen Kühbach